# NGC 4262
NGC 4262 is een elliptisch sterrenstelsel in het sterrenbeeld Hoofdhaar. Het hemelobject werd op 8 april 1784 ontdekt door de Duits-Britse astronoom William Herschel.

## Synoniemen
- UGC 7365
- MCG 3-31-101
- ZWG 99.14
- VCC 355
- PGC 39676